# Augusto Seminario y Váscones
Jerónimo Augusto Seminario y Váscones fue un militar, hacendado y político peruano. Ocupó la segunda vicepresidencia del Perú entre 1895 y 1899 durante el segundo gobierno de Nicolás de Piérola. Fue parte de la familia Seminario de gran importancia histórica en el departamento de Piura durante el siglo XIX.

## Biografía
Nació en Piura en 1833, hijo de Miguel Jerónimo Seminario y Jayme y Juana Manuela de Váscones y Taboada. 
Durante el gobierno de Mariano Ignacio Prado, Augusto Seminario fue nombrado prefecto de Piura en 1876. Sin embargo, fue relevado en 1879 por Mariano Durán quien era pariente del presidente. Ante este hecho, Seminario y Váscones pasó a formar parte del Partido Nacional liderado por Nicolás de Piérola, opositor a Prado. Augusto Seminario, entonces, inició una campaña de ataque al gobierno con la finalidad de provocar el caos y la caída en Piura del régimen de Prado.
En 1880, durante la guerra del Pacífico, Miguel Iglesias otorgó el grado de Coronel a Augusto Seminario y lo nombró como primer jefe del Batallón Piura. Seminario organizó ese batallón e incluso cubrió con su propio peculio muchos de sus gastos. En 1881 formó parte junto al Batallón Piura del ejército que luchó en la defensa de Lima, específicamente en la batalla de San Juan y Chorrillos. Seminario Váscones quedó herido en esa batalla. Luego de la derrota, Seminario Váscones regresó a Piura.
En 1883, luego de que el entonces prefecto de Piura, coronel Fernando Seminario y Echandía (su primo), se opusiera a la intención del general Miguel Iglesias de firmar un tratado de paz con Chile aceptando la cesión territorial y manifestara su apoyo a Andrés Avelino Cáceres, Iglesias nombró a Seminario y Váscones como prefecto de ese departamento y preparara la defensa frente a la invasión chilena. Sin embargo, de conformidad con el tratado de Lima firmado por Miguel Iglesias, Augusto Seminario rindió la ciudad a las tropas chilenas y delató las ubicaciones de los patriotas, incluyendo a Fernando Seminario quien fue capturado y tuvo que pagar un gran suma de dinero para recuperar su libertad y exiliarse a Ecuador. Luego de la guerra civil de 1884 por la cual las fuerzas leales al general Andrés Avelino Cáceres derrotaron a Miguel Iglesias y se hicieron del gobierno, Fernando Seminario volvió a ocupar el cargo de prefecto del departamento y se enfrentó a Augusto Seminario quien organizó "bandas" para lugar contra las fuerzas gobiernistas.
Diez años después. Cuando Cáceres perdió la guerra civil peruana de 1894-1895 y tuvo que dejar el gobierno a Nicolás de Piérola, Augusto Seminario no solo retomó el cargo de prefecto sino que reemplazo también a Fernando Seminario con el cargo de senador por el Departamento de Piura. Seminario y Váscones ejerció ese cargo desde 1895 hasta 1906. En 1907 volvió a ser reemplazado por su primo Fernando Seminario quien regresó del exilio en Ecuador. Adicionalmente, durante el segundo gobierno de Nicolás de Piérola ocupó el cargo de Segundo Vicepresidente del Perú.
Murió en Lima en 1910 a los 77 años.